# Daniel Hehle
Daniel Hehle es un deportista alemán que compitió en triatlón. Ganó una medalla de bronce en el Campeonato Europeo de Triatlón de Invierno de 2004.

## Palmarés internacional
| Campeonato Europeo | Campeonato Europeo | Campeonato Europeo | Campeonato Europeo |
| Año                | Lugar              | Medalla            | Prueba             |
| ------------------ | ------------------ | ------------------ | ------------------ |
| 2004               | Wildhaus (Suiza)   | Medalla de bronce  | Individual         |